# Hexactinella divergens
Hexactinella divergens är en svampdjursart som beskrevs av Konstantin R. Tabachnick 1990. Hexactinella divergens ingår i släktet Hexactinella och familjen Tretodictyidae.
Artens utbredningsområde är havet kring Tristan Da Cunha. Inga underarter finns listade i Catalogue of Life.